# Ichneumon varians
Ichneumon varians är en stekelart som beskrevs av Carl Gustav Alexander Brischke 1862. Ichneumon varians ingår i släktet Ichneumon och familjen brokparasitsteklar. Inga underarter finns listade i Catalogue of Life.